# Комое (національний парк)
Національний парк Комое (фр. Parc national de la Comoé) — біосферний заповідник та об'єкт Світової спадщини ЮНЕСКО в областях Занзан та Саван на північному сході Кот-д'Івуару. Це найбільша природоохоронна територія у Західній Африці, з територією 11 500 км2, яка змінюється від вологої Гвінейської савани до сухої Суданської зони. Цей різкий градієнт клімату у напрямку північ-південь забезпечує існування у парку різних природних зон з різноманіттям життя. Для деяких видів тварин та рослин це останній притулок і шанс на виживання у різних типах саван, галерейних лісах, заплавних (ріпаріанські) луках, виходах скель або острівцях лісів.
Парк був початково включений до Світової спадщини ЮНЕСКО через різноманітність рослин довкола річки Комое, у тому числі незайманих ділянок тропічних дощових лісів, які зазвичай зустрічаються лише далі на південь. Як сильно еродована рівнина між двома великими річками, землі парку є відносно неродючими, але режим вологості сприяє більшому біорізноманіттю, ніж на оточуючих територіях.
2003 року парк був доданий до Перелік об'єктів Світової спадщини ЮНЕСКО в небезпеці через браконьєрство, відсутність управління, надмірне виїдання трави домашньою худобою; ці проблеми погіршились з початком першої громадянської війни у Кот-д'Івуар.

## Історія
Територія довкола національного парку Комое історично завжди була досить рідко населена, швидше за все завдяки відносній неродючості ґрунтів, присутність джерел зараження онхоцеркозом довкола річки Комое та високій популяції мух Цеце, які є носієм сонної хвороби.
1926 року територія між річками Комое та Буна була оголошена «Refuge Nord de la Côte d'Ivoire»; у 1942 та 1953 роках вона збільшувалась і 1953 була перейменована у «Réserve de Faune de Bouna». Територія на захід від Комое була додана до парку у 09 лютого 1968 року одночасно з підвищенням статусу до Національного парку територією 11 500 км²; завдяки цьому він ввійшов у 15 найбільших національних парків світу та став найбільшим у Західній Африці. 1983 року парк був оголошений біосферним заповідником та включений до Світової спадщини ЮНЕСКО через унікальне біорізноманіття.
Після початку першої громадянської війни у Кот-д'Івуар парк 2003 року було внесено до переліку об'єктів Світової спадщини у небезпеці внаслідок відсутності управління, яка призвела до браконьєрства та надмірного випасу худоби в парку. Між двома громадянськими війнами парк сильно постраждав від розгулу браконьєрства. A по завершенню другої громадянської війни парк розпочав відновлення за OIPR (управління парком) та повторного відкриття дослідницької станції.

## Ландшафт

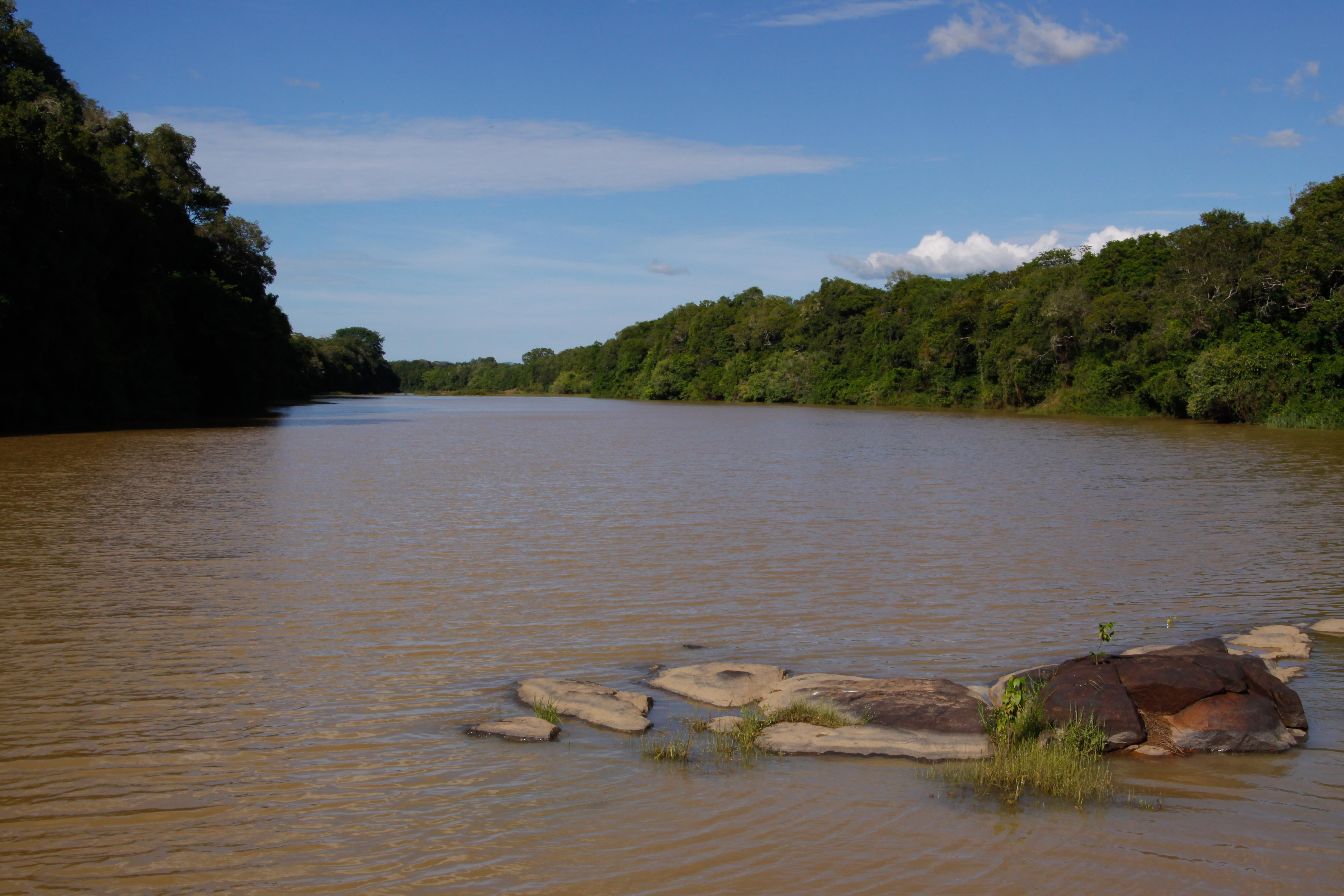
Річка Комое в парку

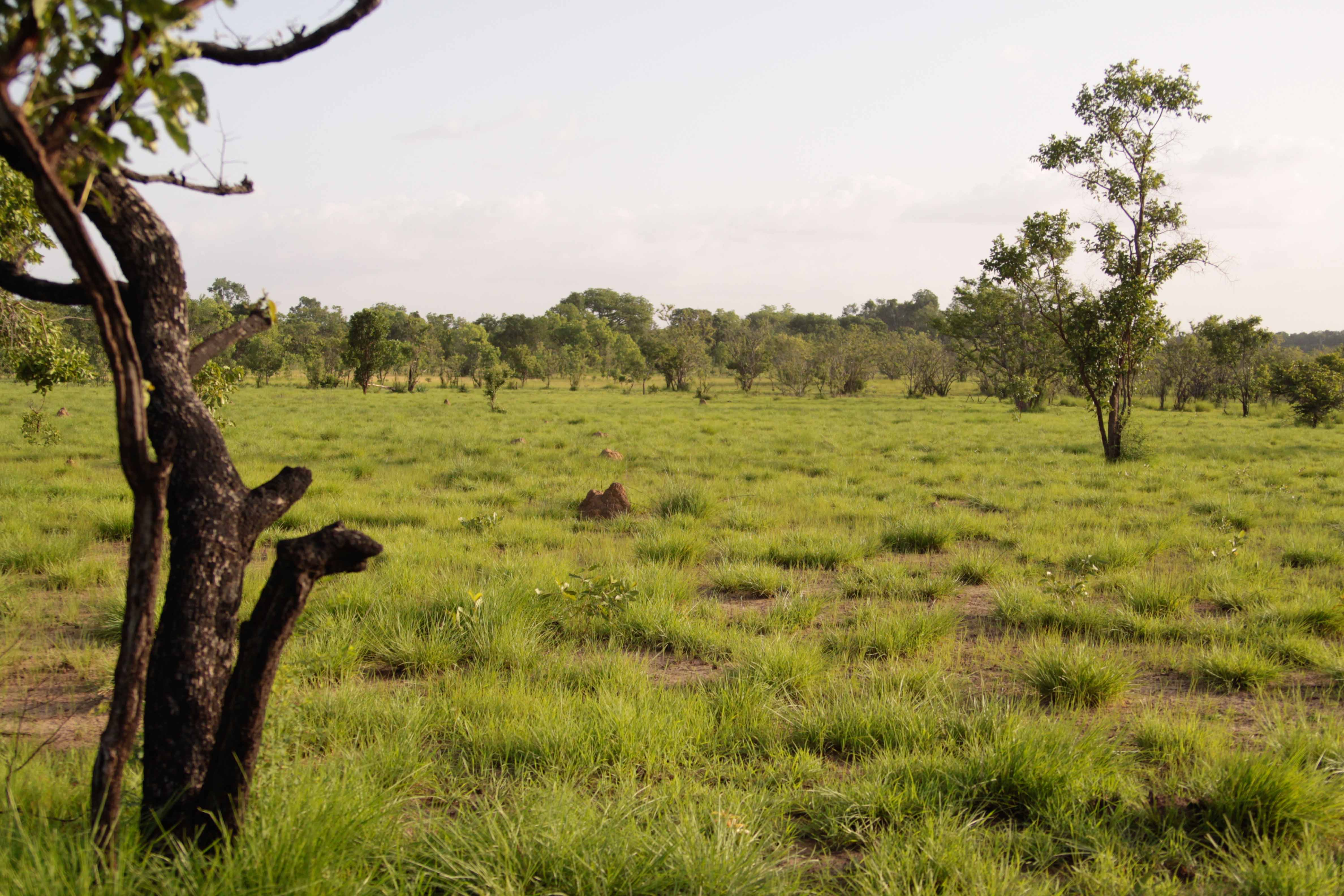
Саванна в парку

Різкий кліматичний градієнт парку у напрямку південь-північ охоплює велику кількість середовищ з різноманіттям живих організмів — від сухої Суданської зони до відносно вологої Гвінейської савани, тому парк є найбільш біорізноманітною саваною світу. До середовищ парку належать різні види саван, острівці лісів, галерейні ліси та заплавні луки, що створює чудовий приклад перехідних середовищ у різних кліматичних зонах. Річка Комое, яка тече парком, також сприяє створенню різних середовищ та рослинних асоціацій, які зазвичай присутні далі на південь, наприклад ділянки щільного галерейного лісу поруч з річкою. Така різноманітність середовищ у різних зонах та велика територія з природоохоронним статусом визначила статус парку як особливо важливої екологічної одиниці для включення до Світової спадщини ЮНЕСКО.
Геоморфологічно парк складається з великих рівнин, по яких течуть річка Комое та її притоки (Ірінгу, Баве, Конго), які є основним стоком з території. Частина водних шляхів стікає у Вольту на сході. Сама Комое має протяжність по парку — 230 км. У парку також є багато постійних та напівпостійних озер, більшість з яких висихає в сухий сезон. Ґрунти переважно неродючі і неприйнятні для культивації. По території парку також розкидані гранітні останці висотою до 600 м.

## Фауна

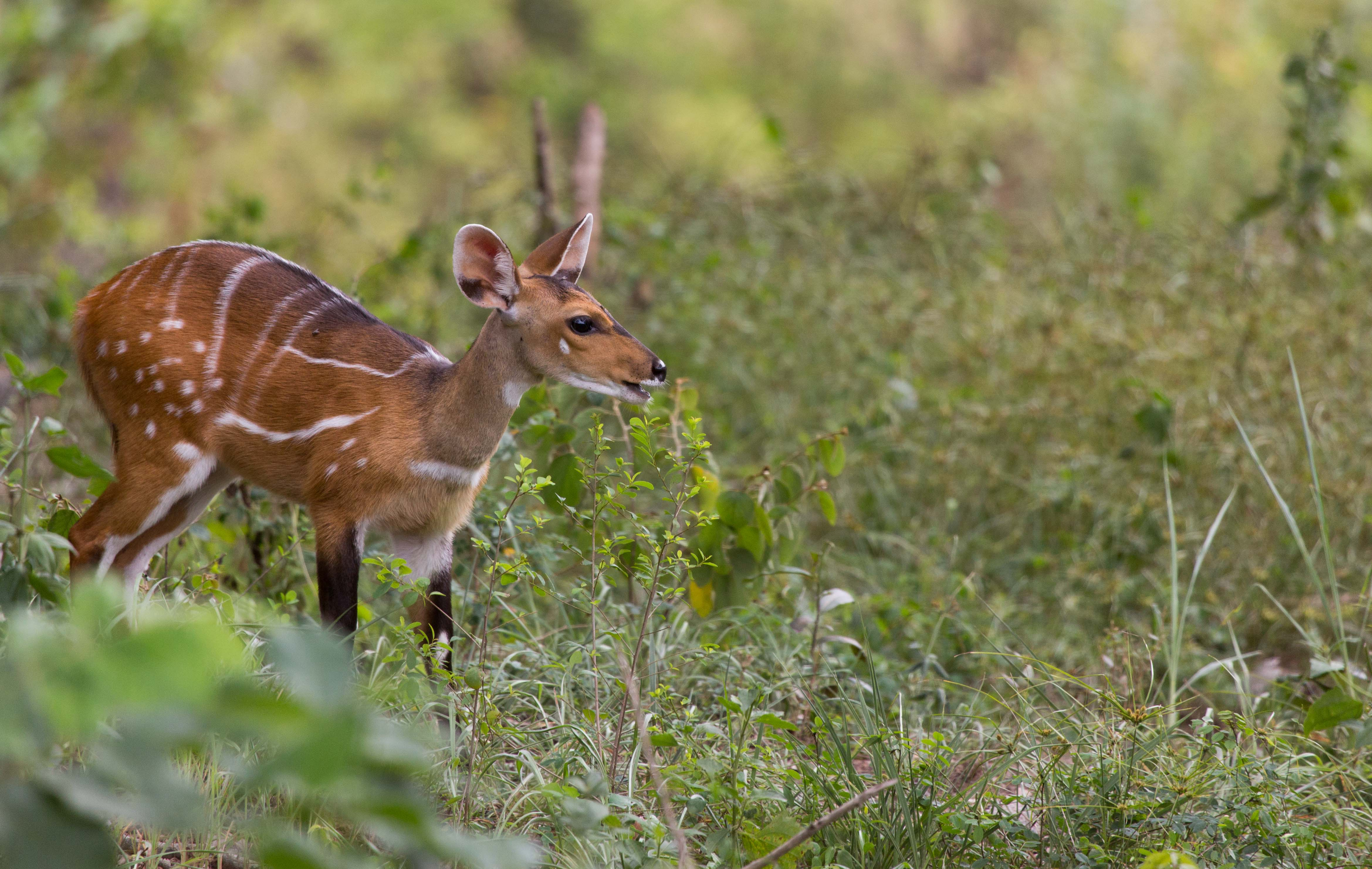
Бушбок поблизу дослідницької станції

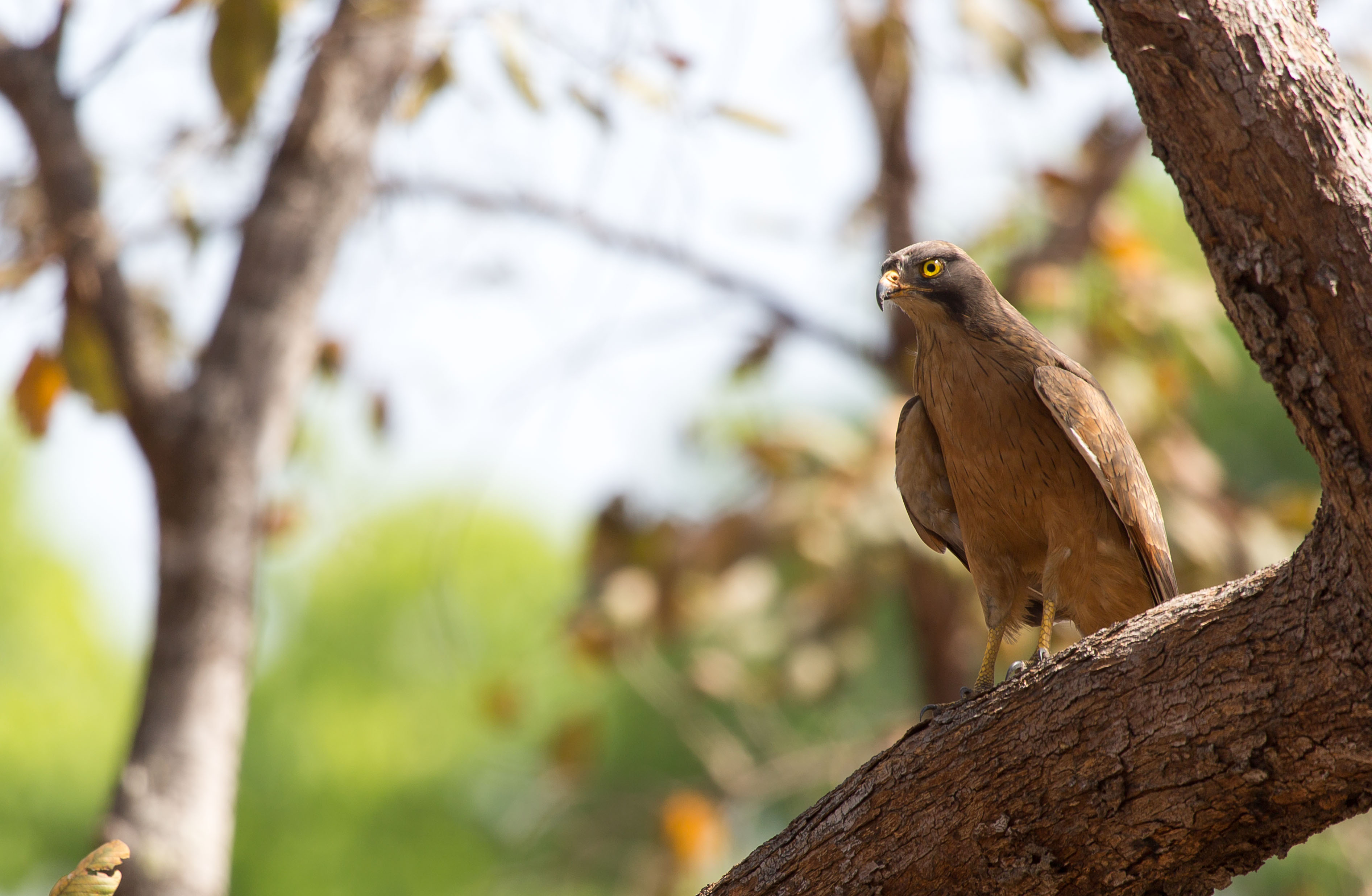
Хижий птах відпочиває у відкритому лісі у посушливий сезон

У Національному парку Комое розташовані савани з найбільшим  біорізноманіттям у світі; він також формує північну межу аруалу для багатьох тварин, наприклад Cephalophus silvicultor (жовтоспиний дуїкер) та бонго. Всього у парку налічується 135 видів ссавців, у тому числі:
- 11 видів приматів (павіан анубіс, зелена мартишка, мавпа Діани, мала spot-nosed мавпа, мавпа мона, чорно-білий колобус, Cercocebus atys та шимпанзе);
- 17 видів хижаків, наприклад лев, пантера плямиста, панголін велетенський, даман капський, гієна плямиста та трубкозуб;
- 21 вид парнокопитих, у тому числі бегемот звичайний, Potamochoerus larvatus, ситатунга, бородавочник, буйвіл африканський, коб, Cephalophus rufilatus, бушбок, Kobus ellipsiprymnus, чала антилопа та орібі[13].

До ссавців, які перебувають у небезпеці, належать африканський слон, дикі собаки та ймовірно одна з останніх великих популяцій шимпанзе у Кот-д'Івуар.
Птахів у парку зафіксовано понад 500 видів, з яких близько 20 % є мігруючі в межах Арики, а 5 % — палеарктичні мігранти. Найбільш відомими видами є Neotis denhami (дрохвові), Ceratogymna elata (жовтошлемний калао), Bycanistes cylindricus (чоричневощокий птах-носоріг), Scopus umbretta (молотоголов), кулик-довгоніг, різні хижі птахи, чотири з шести західноафриканських видів лелекових та 5 видів падальників. У парку також зафіксовано 36 з 38 видів птиць, характерних для Судо-Гвінейських саван.
У водоймах (Комое та притоки) знайдено принаймні 60 видів риб, а також незвично велика для саван кількість амфібій — 35 видів. Також описано 71 вид рептилій, серед них три види крокодилів: тупорилий крокодил (під загрозою), крокодил нільський та африканський вузькорилий крокодил. Заплави довкола річки створюють сезонні пасовиська, оптимальні для харчування гіпопотамів та мігруючих птахів.

## Флора

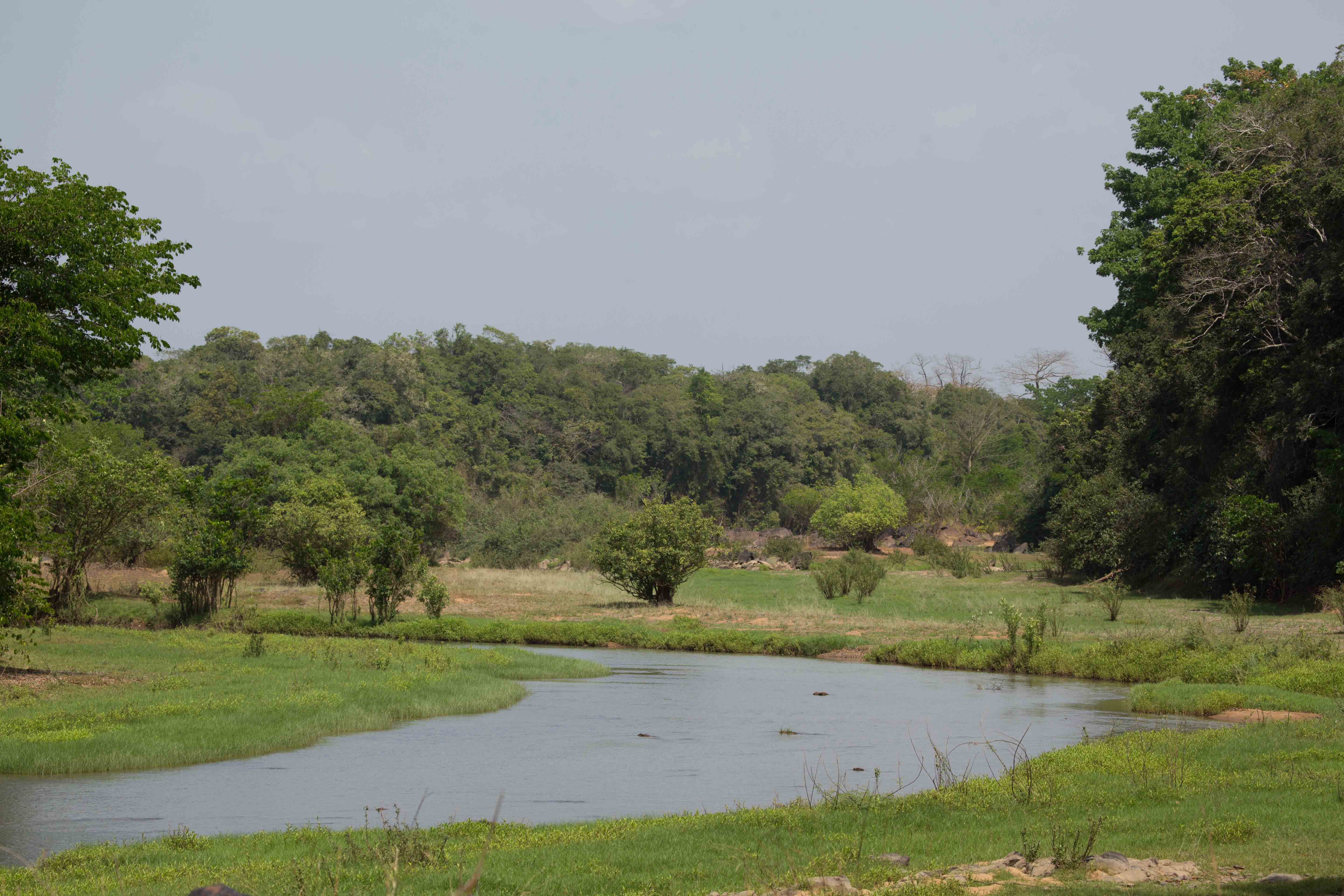
Заплави річки Комое

На території парку знайдено бл. 620 видів рослин, у тому числі 191 вид дерев'янистих рослин (62 дерева, 129 кущів та ліан) та 429 видів трав'янистих рослин, у тому числі 104 види трав.
До парку включені різні види перехідних середовищ, від лісів до саван, з різними рослинними асоціаціями, типовими для більш південних регіонів. Галерейні ліси, відкриті ліси та заплавні луки розбавляють всі види саван, які займають бл. 90 % території парку. Основними видами дерев у лісах є різні бобові дерева. У галерейних лісах переважають дерева роду Cynometra  а ділянки сухих лісів складаються переважно з Anogeissus leiocarpus, Antiaris africana, Isoberlinia doka, Cola cordifolia, Chlorophora excelsa (під загрозою на національному рівні) та Blighia unijugata. На заплавах найбільш поширеним видом є Hyparrhenia rufa.

## Дослідницька станція Національного парку Комое

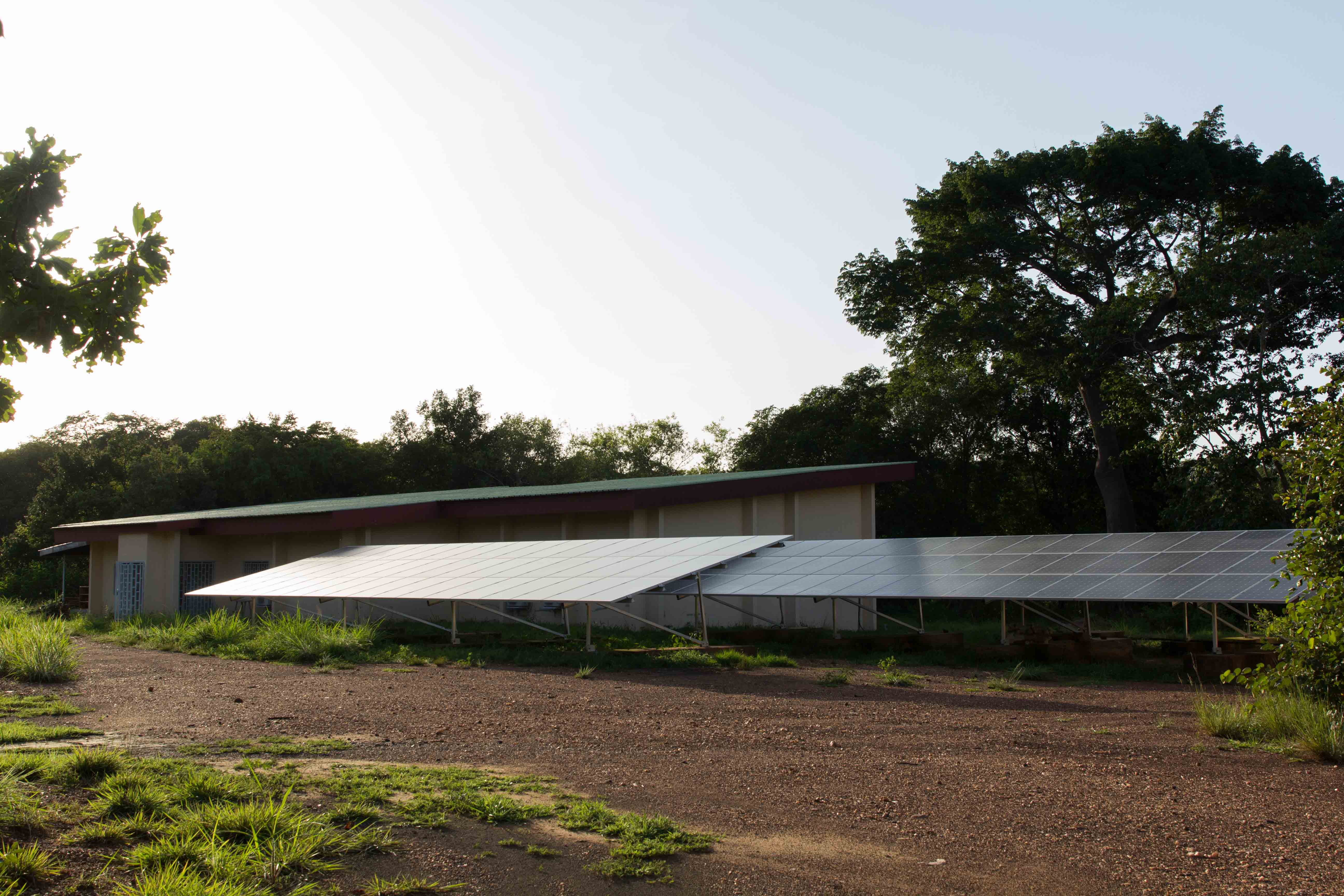
Лабораторія та сонячні панелі дослідницької станції

Дослідницька станція Національного парку Комое, була заснована професором Вюрцбурзького університету Карлом Едуардом Лінзенмайром у 1989/90 рр. Її обладнання та приміщення з електрикою, водопроводом, інтернетом та великою лабораторією з кондиціонуванням надають станції статусу однієї з найбільш сучасних польових станції в Африці. Станція була змушена закритись з початком першої громадянської війни у Кот-д'Івуар у 2002 р. По завершенню другої громадянської війни у Кот-д'Івуар у 2011 році на станції почався ремонт і вона знову розпочала повноцінну роботу 2014 року. Фокус станції на консервації, тропічній екології та поведінці.

## Природоохоронний статус
Національний парк Комое був внесений до списку об'єктів Світової спадщини ЮНЕСКО під загрозою 2003 року переважно через зростання браконьєрства за відсутності управління парком після початку першої громадянської війни у країні. Після завершення другої громадянської війни та стабілізації регіону, державне агентство з охорони природи OIPR (фр. Office Ivorien des Parcs et Reserves) відновило свою роботу у парку. OIPR звернулось до «Rapid Response Facility» (RRF) за фінансуванням та отримало максимальний грант у сумі $30 000 для забезпечення безпеки парку. Основними викликами перед менеджментом парку постають успішна боротьба з браконьєрством, зменшення сільськогосподарського тиску на парк (випасу худоби) та відновлення доріг парку для створення необхідної швидкості доступу, а методами виконання — організація ефективної системи спостереження у парку та тісна співпраця з місцевими спільнотами для зменшення тиску на периферії парку шляхом спільного управління та створення джерел сталого доходу для селян.

## Галерея
|                                                    |
| Merops bullocki у галерейному лісі на річці Ірінгу |

|                                       |
| Бушбок харчується поблизу річки Комое |

|                                            |
| Комойська чала антилопа у посушливий сезон |

|                                    |
| Метелик, знайдений у дощовий сезон |

|                       |
| Пожежа у савані парку |

|            |
| Коб-самець |

|                                               |
| Зелена мартишка харчується у галерейному лісі |